# Dannemarie, Doubs
Dannemarie är en kommun i departementet Doubs i regionen Bourgogne-Franche-Comté i östra Frankrike. Kommunen ligger i kantonen Hérimoncourt som tillhör arrondissementet Montbéliard. År 2022 hade Dannemarie 120 invånare.

## Befolkningsutveckling
Antalet invånare i kommunen Dannemarie
Referens:INSEE